# Gurgutovo
Gurgutovo (en serbe cyrillique : Гургутово) est un village de Serbie situé dans la municipalité de Medveđa, district de Jablanica. Au recensement de 2011, il comptait 53 habitants.

## Démographie
| 1948 | 1953 | 1961 | 1971 | 1981 | 1991 | 2002 | 2011 |
| ---- | ---- | ---- | ---- | ---- | ---- | ---- | ---- |
| 164  | 169  | 170  | 172  | 99   | 93   | 59   | 53   |

|  |